# Бромид таллия(I)
Бромид таллия — бинарное неорганическое соединение, соль металла таллия и бромистоводородной кислоты с формулой TlBr, светло-жёлтые кристаллы, плохо растворимые в воде.

## Получение
- Непосредственное взаимодействие элементов в присутствии спирта:

{\displaystyle {\mathsf {2Tl+Br_{2}\ {\xrightarrow {}}\ 2TlBr}}}
- Действием бромистоводородной кислоты на оксид, гидроксид или карбонат таллия:

{\displaystyle {\mathsf {Tl_{2}O+2HBr\ {\xrightarrow {}}\ 2TlBr\downarrow +H_{2}O}}}
{\displaystyle {\mathsf {TlOH+HBr\ {\xrightarrow {}}\ TlBr\downarrow +H_{2}O}}}
{\displaystyle {\mathsf {Tl_{2}CO_{3}+2HBr\ {\xrightarrow {}}\ 2TlBr\downarrow +CO_{2}\uparrow +H_{2}O}}}
- Обменными реакциями:

{\displaystyle {\mathsf {TlNO_{3}+NaBr\ {\xrightarrow {}}\ TlBr\downarrow +NaNO_{3}}}}

## Физические свойства
Бромид таллия образует светло-жёлтые кристаллы кубической сингонии, пространственная группа P m3m , параметры ячейки a = 0,3976 нм, Z = 1.
Плохо растворим в воде, растворим в спирте и эфире.

## Химические свойства
- Светочувствительный, под действием света обратимо разлагается:

{\displaystyle {\mathsf {2TlBr\ {\stackrel {\xrightarrow {h\nu }}{\xleftarrow[{\ \ \ }]{}}}\ 2TlBr_{1-x}+xBr_{2}}}}
- Разлагается концентрированной серной кислотой:

{\displaystyle {\mathsf {TlBr+H_{2}SO_{4}\ {\xrightarrow {}}\ TlHSO_{4}+HBr\uparrow }}}
- Восстанавливается при нагревании водородом:

{\displaystyle {\mathsf {2TlBr+H_{2}\ {\xrightarrow {T}}\ 2Tl+2HBr}}}

## Применение
- Бромид таллия используются для выделения таллия из отходов производства.
- Сверхчистый бромид таллия используется как детектор коротковолнового излучения.